# بنتيوم 4

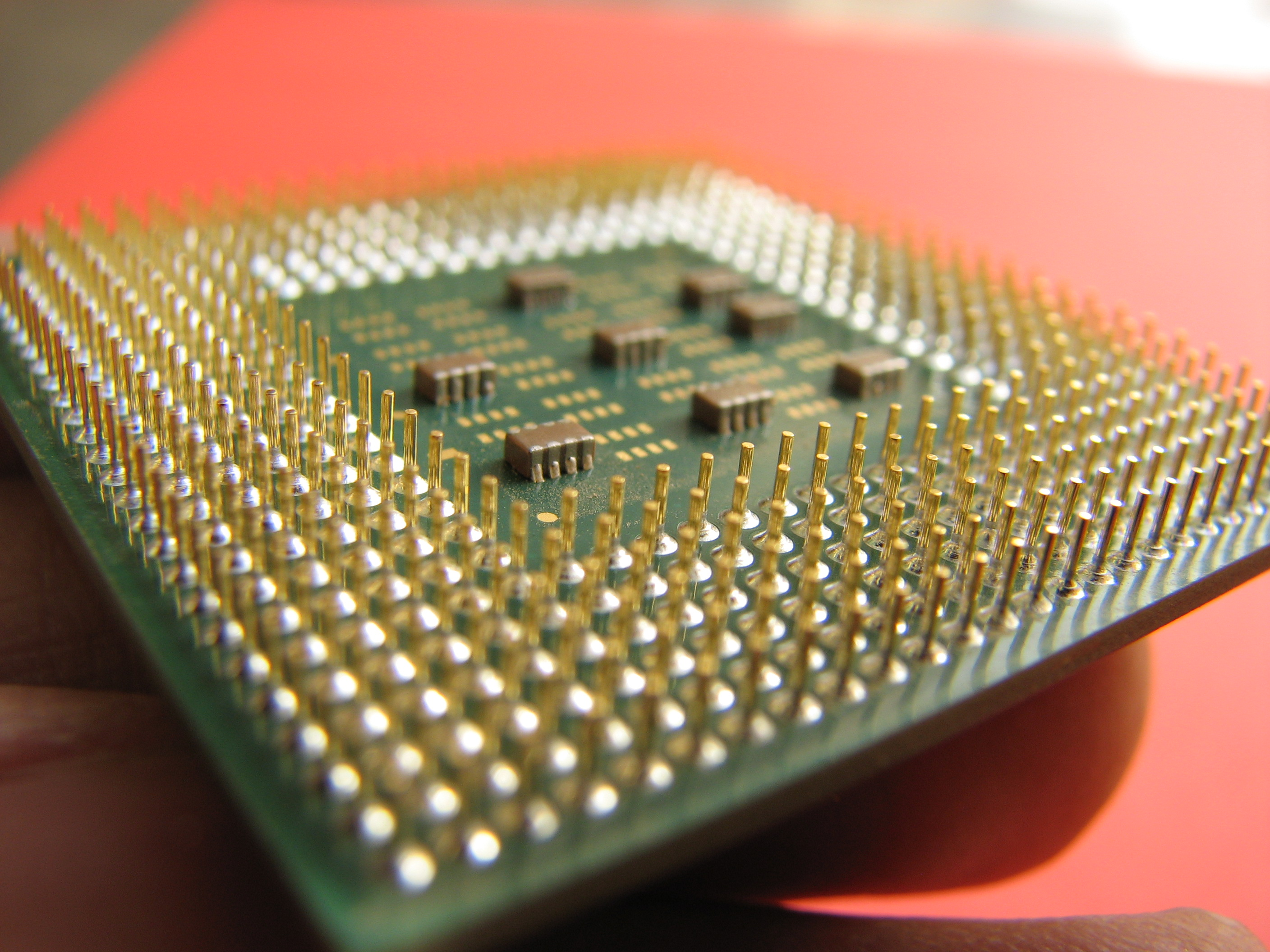
صورة معالج بنتيوم 4

بنتيوم 4 (بالإنجليزية: Pentium 4)‏ وهي سلسلة من وحدات المعالجة المركزية أحادية اللب لشركة إنتل للحواسيب المكتبية والمحمولة. وعرضت في الأسواق 20 نوفمبر 2000 وتم شحن آخر شحنة منها في 8 أغسطس 2008. وهو الجيل السابع من الهندسة الدقيقة (Microarchitecture) لدى شركة إنتل وهذا الجيل سمي نت برست (NetBurst), وهو أول نظام كان تصميمه جديدا كليا منذ عام 1995 عندما تم عرض الهندسة الدقيقة بي 6 (P6) في وحدات المعالجة المركزية بنتيوم برو (Pentium Pro). واختلفت عن سابقتها بتصميم جديد يحتوي على أنبيب تعليمات معمقة للوصول إلى معدل ساعة يكاد يصل 4 GHz والذي كان يُحد من قبل إستهلاك الطاقة يصل إلى 115 واط بسرعة 3.6 إل 3.8 GHz. وفي عام 2004 تم توسيع مجموعة التعليمات لهذه السلسلة من 32 بت إلى 64 بت.

## نظرة عامة
تعتمد وحدات المعالجة المركزية بنتيوم 4 على معمارية نت برست الدقيقة الأحدث، والتي كانت مختلفة بشكل كبير عن الهندسة الدقيقة السابقة P6 لعام 1995 المستخدمة في معالجات بنتيوم 2 وبنتيوم 3. في بنية نت برست، كان التركيز الرئيسي على زيادة سرعة الساعة؛ تسمح هذه البنية لشركة إنتل باستخدام إشارة ساعة تصل إلى 10 جيجاهرتز، ولكن نظرًا لمشاكل التدفئة والتبريد (خاصة مع بريسكوت - كور بنتيوم 4)، فإن إشارة الساعة كانت محدودة بـ 3.8 جيجاهرتز. كان أحد العناصر الرئيسية لتحسين الساعة هو إدخال تقنية مفرط الأنابيب، والتي تعني عمليًا استخدام حزام ناقل طويل جدًا من 20 مرحلة حتى بدون مراحل فك التشفير. لزيادة كفاءة خط التجميع الطويل جدًا، تم تجهيز معالجات بنتيوم 4 بملحقات خاصة إضافية مثل تتبع تنفيذ ذاكرة التخزين المؤقت والتنبؤ المحسن للفرع وناقل معدل البيانات الرباعي. أول معالج بنتيوم رباعي النواة، يحمل الاسم الرمزي ويلاميت، تراوحت سرعة الساعة من 1.3 جيجاهرتز إلى 2 جيجاهرتز. لم تكن هناك زيادة مفرطة في السرعة، وفي بعض الحالات كانت أبطأ من أسرع معالجات بنتيوم 3؛ قدمت إنتل ابتكارات إضافية لتحسين الأداء في أنوية بنتيوم 4 اللاحقة. تم تقديم ناقل أمامي 400 ميغا/ ثانية (نقل ميجا في الثانية) (FSB، ناقل الذاكرة والرسومات) في بنتيوم 4. كان الناقل نفسه يعمل بسرعة 100 ميجاهرتز، لكنه قدم أربعة أضعاف نقل البيانات. بالمقارنة، مع معالج أيه إم دي أثلون، تم تشغيل FSB مزدوج الإرسال بسرعة 100 أو 133 ميجاهرتز، ليصل إلى 200 أو 266 مليون نقلة / ثانية. قدمت الإصدارات اللاحقة تقنية خيوط المعالجة المتعددة (HTT)، والتي تتيح تشغيل سلاسل تنفيذ متعددة في وقت واحد داخل معالج مادي، مما يجعل المعالج الفردي يبدو وكأنه يعمل كمعالجين مستقلين (معالجان منطقيان). تمثل ذاكرة التخزين المؤقت L2 المتزايدة زيادة أخرى في السرعة. تلقت وحدات المعالجة المركزية بنتيوم 4 أيضًا 144 تعليمات SIMD جديدة، ملحق مجموعة تعليمات SSE2؛ وبدءًا من معالجات بريسكوت - كور بنتيوم 4s، تم إصدار نسخة SSE3 من هذا. تُستخدم امتدادات SSE لتسريع العمليات الحسابية والمعاملات والرسومات ثلاثية الأبعاد ومعالجة الوسائط والألعاب. أخيرًا، في عام 2004، تم توسيع مجموعة التعليمات الأصلية 32 بت 86 بت لمعالج بنتيوم 4 إلى 64 بت، مجموعة تعليمات 86-64 بت.

## المرفقات، الخصائص الفيزيائية
معالجات بنتيوم 4 مخصصة للمعالجات في أجهزة الكمبيوتر المكتبية والمحمولة. جاءت المعالجات في ثلاث حاويات مختلفة. تم تسويق المعالجات التي تحتوي على نواة ويلاميت المبكرة من نوفمبر 2000 إلى أوائل 2004. تأتي هذه المعالجات مع حاوية FCPGA تتناسب مع مقبس 423. كان السكن مبنيًا على ركيزة مصنوعة من مادة عضوية، تُبنى عليها الموصلات والرقاقة وغطاء الواقي الحراري. يبلغ حجم اللوحة الحاملة 53.3 × 53.3 مم، هذه الإبر الموصلة البالغ عددها 423 لها تصميم غير متماثل، لذا يمكن وضعها في المقبس بطريقة واحدة فقط. المقبس من نوع ZIF. يتم تغطية بلورة المعالج بواسطة موزع حراري مدمج (IHS). توجد بعض عناصر تثبيت السطح في الجزء السفلي من الركيزة. لم يسمح زوج غلاف المقبس هذا باستخدام ساعات أعلى من 2 جيجاهرتز، لذلك تم استبداله بنموذج أحدث لمعالجات أسرع. تم بالفعل تغليف بعض معالجات ويلاميت ونورثوود وجالاتين كور بنتيوم 4 إكستريم إيديشن، بالإضافة إلى معالجات بريسكوت-كور المبكرة (2001 إلى 2005) بعلبة FC-mPGA2 في المقبس 478. كما أنه يحتوي على اللوحة الحاملة وغطاء عاكس الحرارة، ويحتوي الناقل على 478 دبابيس توصيل ويبلغ مقاس اللوحة 35 × 35 مم.
ظهر الجزء الآخر من معالجات بنتيوم 4 إكستريم إيديشن مع نواة جالاتين، والمعالجات الأساسية بريسكوت اللاحقة والمعالجات المستندة إلى بريسكوت-2M وسيدار ميل التي تم إصدارها في أوائل عام 2004، في حاويات FC-LGA4 حتى خريف عام 2007. يشبه بناء الهيكل الهياكل السابقة، يمكنك العثور على لوحة الناقل وغطاء تبديد الحرارة. حجم اللوحة 37.5 × 37.5 مم. توجد 775 نقطة تلامس في الجزء السفلي من اللوحة الحاملة - في هذا المسكن، لا تكون جهات الاتصال عبارة عن دبابيس ولكن نقاط تلامس، ودبابيس التلامس موجودة في مقبس المعالج. بعض المعالجات المحمولة نورثوود-كور مصنوعة بتغليف FC-mPGA. هذا يختلف عن حاوية FC-mPGA2 من حيث أنها لا تحتوي على غطاء فتحة الحرارة. تم وضع العلامات الموجودة على المعالجات على غطاء عاكس الحرارة وعلى العبوات بدون مثل هذا الغطاء على الملصقات الملصقة على كلا الجانبين بجوار بلورة المعالج. تتضمن تسمية المعالج اسم المعالج، وأسفله تردد الساعة، وحجم ذاكرة التخزين المؤقت، وسرعة الناقل والجهد، والأرقام التسلسلية المختلفة. غالبًا ما يتم تضمين البيانات في تدوين مصفوفة نقطية ثنائية الأبعاد.

## الميزات المعمارية
كان الهدف الأساسي في تطوير بنية نت برست التي تستند إليها معالجات بنتيوم 4 هو زيادة سرعة الساعة للمعالجات. نت برست ليس خليفة أو استمرارًا للهندسة المعمارية الدقيقة P6 المستخدمة في معالجات بنتيوم 3، ولكنه تصميم يعتمد على مبادئ جديدة تمامًا؛ أهم ميزاته هي تصميم الناقل الفائق والتخزين المؤقت للتعليمات الدقيقة بدلاً من استخدام ذاكرة التخزين المؤقت للتعليمات التقليدية. تختلف أيضًا وحدات ALU للمعالجات ذات بنية نت برست بشكل كبير عن وحدات ALU في البنى الأخرى.

### تقنية الناقل الفائق
(فرط الأنابيب)

تحتوي معالجات ويلاميت ونورثوود-كور بنتيوم 4 على أنبوب ناقل بعمق 20 مرحلة، في حين أن المعالجات القائمة على نوى بريسكوت وسيدار ميل لديها بالفعل أنبوب ناقل بـ 31 سرعة. هذا لا يشمل مراحل فك التعليمات لأن فك التشفير يحدث خارج خط التجميع بسبب استخدام ذاكرة التخزين المؤقت للتعليمات الدقيقة. يسمح هذا بخط تجميع أقصر ولكن سرعات ساعة أعلى في معالجات بنتيوم 4 مقارنة بالمعالجات التي تستخدم نفس تقنية التصنيع. على سبيل المثال، يمكن لمعالجات بنتيوم 3 القائمة على كوبرمين والمزودة بتقنية 180 نانومتر أن تصل سرعتها القصوى إلى 1333 ميجاهرتز، بينما يمكن أن تصل معالجات بنتيوم 4 القائمة على ويلاميت إلى 2000 ميجاهرتز.
رسم تخطيطي للحزام الناقل لنواة نورثوود
يتكون الناقل من 20 مرحلة:
- TC، NI (1، 2) - ابحث عن التعليمات الدقيقة المشار إليها بواسطة آخر تعليمات تم تنفيذها
- TR ، F (3، 4) - اختر التعليمات الدقيقة
- د (5) - نقل التعليمات الدقيقة
- AR (6-8) - تخصيص موارد المعالج، وإعادة تسمية السجلات
- س (9) - التعليمات الدقيقة لقائمة الانتظار
- ق (10-12) - تحديد أمر التنفيذ
- د (13-14) - التحضير للتنفيذ واسترجاع المعاملات
- R (15-16) - قراءة المعاملات من ملف التسجيل
- هـ (17) - التنفيذ
- F (18) - حساب بتات العلم
- BC ، D (19، 20) - تحقق من صحة النتيجة

تتمثل العيوب الرئيسية لأجهزة الانابيب الطويلة في تقليل الكفاءة المحددة لتنفيذ التعليمات مقارنة باجهزة الانابيب الأقصر (يتم تنفيذ عدد أقل من التعليمات في كل دورة واحدة) بالإضافة الي الخسائر الفادحة بسبب التنفيذ غير الصحيح للتعليمات (على سبيل المثال، توقع الفرع الشرطي أو خطأ في ذاكرة التخزين المؤقت). لتقليل تأثير التفرع الذي تم التنبؤ به بشكل سيء، أضافت المعالجات القائمة على بنية نت برست مخزنًا مؤقتًا للفرع وخوارزمية توقع أحدث أكبر بكثير من سابقاتها، مما أدى إلى زيادة دقة التنبؤ بشكل كبير - تقريبًا. إلى 94٪ - في بذور ويلاميت. عملت النوى اللاحقة على تحسين آلية التنبؤ، مما زاد من دقة التنبؤ بالفروع.

### التعليمات الدقيقة الخاصة بالتخزين المؤقت
(تنفيذ تتبع ذاكرة التخزين المؤقت)
المعالجات القائمة على بنية نت برست، مثل معظم المعالجات الحديثة المتوافقة مع 86 بت، هي معالجات CISC تحتوي داخليًا على نواة RISC: آلية معقدة تحول تعليمات 86 بت المعقدة إلى سلسلة من التعليمات الداخلية الأبسط (تعليمات دقيقة) قبل التنفيذ، وتسمح بتنفيذ أسرع. ومع ذلك، نظرًا لأن تعليمات 86 بت متغيرة الطول ولا تحتوي على تنسيق تعليمات موحد، فإن فك تشفيرها يستغرق وقتًا طويلاً. بسبب كل هذا، أثناء تطوير بنية نت برست، تقرر التخلي عن ذاكرات التخزين المؤقت التقليدية من المستوى الأول (والتي كانت ستشمل في هذه الحالة عبارات 86 بت)، وبدلاً من ذلك، يتم تخزين تسلسلات التعليمات الدقيقة التي تم فك تشفيرها مؤقتًا بالترتيب المفترض للتنفيذ. هذا النوع من تنظيم ذاكرة التخزين المؤقت جعل من الممكن تقليل الوقت المستغرق في تنفيذ الفروع الشرطية وتحديد العبارات.

### وحدة الحساب والمنطق (ALU) وآلية تنفيذ تعليمات عدد صحيح متسارع
(محرك التنفيذ السريع)
نظرًا لأن الهدف الأساسي لبنية نت برست كان زيادة الكفاءة باستخدام ساعة عالية، فقد أصبح من الضروري أيضًا تسريع تنفيذ تعليمات الأعداد الصحيحة. تحقيقًا لهذه الغاية، في المعالجات المستندة إلى نت برست، تم تقسيم ALU إلى عدة مكونات: «ALU البطيء» القادر على أداء كتلة كبيرة من عمليات الأعداد الصحيحة، و«وحدات ALU سريعة» تؤدي فقط أبسط العمليات، على سبيل المثال بالإضافة - يمكنهم الأداء. ينفذ «ALU السريع» العملية في ثلاث خطوات: أولاً، يقوم بحساب الجزء ذي الترتيب المنخفض من النتيجة، والخطوة التالية تحسب الجزء ذي الترتيب العالي، وأخيراً تحسب بتات الحالة. تتم مزامنة «وحدتي ALU السريعتين»، منطق الخادم وصفيف التسجيل، عند كل نصف معدل لساعة المعالج، لذلك تعمل هذه الوحدات بمعدل ضعف الساعة تقريبًا. تشكل هذه الوحدات آلية تنفيذ تعليمات الأعداد الصحيحة المعجلة. في المعالجات المستندة إلى ويلاميت ونورثوود، «وحدات ALU السريعة» قادرة فقط على تنفيذ التعليمات التي تعالج المعاملات من الجزء الأدنى إلى الجزء الأعلى. ثم يتم إنتاج نتيجة الجزء ذي القيمة المكانية المنخفضة في نصف دورة على مدار الساعة، وبالتالي فإن التأخير الفعال هو نصف ساعة. لا تحتوي المعالجات التي تعتمد على ويلاميت ونورثوود على عدد صحيح من وحدات الضرب والإزاحة، ويتم تنفيذ هذه العمليات بواسطة وحدات أخرى، على سبيل المثال منفذ تعليمات MMX. تحتوي معالجات بريسكوت الأساسية وما بعدها بالفعل على وحدة مضاعفة عدد صحيح و«ALUs السريعة» قادرة أيضًا على تنفيذ عمليات الإزاحة؛ ومع ذلك، فإن التأخير الفعال للعمليات التي يؤديها «سريع ALU» قد زاد إلى دورة ساعة واحدة.

### تكرار تنفيذ التعليمات الدقيقة
يحتوي معالج بنتيوم 4 على نظام فرعي داخلي أقل شهرة يسمى نظام إعادة التشغيل، والذي يكرر التعليمات الدقيقة.
تتمثل المهمة الأساسية للمجدول في النواة في تحديد ما إذا كانت التعليمات الدقيقة جاهزة للتنفيذ ثم نقلها إلى الحزام الناقل. نظرًا للعدد الكبير من أقسام حزام النقل، يضطر القائمون على الجدولة إلى تمرير التعليمات الدقيقة إلى الوحدات المنفذة حتى قبل الانتهاء من تنفيذ التعليمات الدقيقة السابقة. يضمن ذلك الاستخدام الأمثل لوحدات التنفيذ ويساعد على تجنب خسائر التنفيذ، ولكن فقط إذا كانت البيانات المطلوبة لتنفيذ التعليمات الدقيقة موجودة في ذاكرة التخزين المؤقت الثانوية أو ملف التسجيل، أو إذا كان من الممكن تمريرها عن طريق تخطي ملف التسجيل. عند اتخاذ قرار بشأن جاهزية التعليمات الدقيقة، يجب على المجدول أن يحسب وقت تنفيذ التعليمات الدقيقة الوقائية التي تنتج البيانات اللازمة لتنفيذ التعليمات الدقيقة المعنية. إذا لم يتم تحديد وقت التنفيذ مسبقًا، فسيعتمد المجدول على أقصر وقت للتنفيذ. إذا كان تقدير الوقت المطلوب للحصول على البيانات صحيحًا، فسيتم تنفيذ التعليمات الدقيقة بنجاح. في حالة عدم جاهزية البيانات في الوقت المناسب، ستفشل صحة النتيجة. سيتم بعد ذلك تعيين التعليمات الدقيقة التي أدت إلى نتيجة غير ناجحة إلى قائمة انتظار خاصة (قائمة انتظار إعادة التشغيل) وإعادتها لاحقًا إلى المجدول لإعادة التنفيذ. على الرغم من أن إعادة تنفيذ التعليمات الدقيقة تقلل الكفاءة، إذا تم تنفيذ التعليمات الدقيقة بشكل غير صحيح أو غير ناجح، فيمكن استخدام الآلية المذكورة أعلاه لتجنب إيقاف وإفراغ حزام النقل، مما قد يؤدي إلى خسارة أكثر خطورة.

### النماذج
ظهرت خطط إنتل الرسمية للمعالج المسمى ويلاميت [الإنجليزية] في أكتوبر 1998، على الرغم من ظهور اسم ويلاميت في الاتصالات منذ عام 1996. لم يبدأ تطويره إلا بعد اكتمال تطوير بنتيوم برو (تم إصدار بنتيوم برو في أواخر عام 1995). كانت هناك صعوبات في تطوير معالج ميرسيد 64 بت، واستغرق تطويره وقتًا طويلاً (من 1994 إلى 2001، وصل فقط إلى منتج عامل)؛ لم تكن كفاءة معالج ميرسيد في تنفيذ تعليمات 86 بت مرضية مقارنة بالمعالجات التي ينوي استبدالها،  لذلك كان من الضروري إنشاء معالج IA-32 آخر تخطط إنتل لمشاركة المعالجات اللاحقة له مع P6. من المتوقع أن تظهر ويلاميت في النصف الثاني من عام 1998، ولكن بسبب عدد من الانقطاعات، تم تأجيل إعلانها حتى نهاية عام 2000. في فبراير 2000، تم الكشف عن جهاز كمبيوتر مزود بمعالج ساعة 1.5 جيجاهرتز في منتدى مطوري إنتل (آي دي إف ربيع 2000): كان نموذجًا هندسيًا لمعالج ويلاميت، والذي أطلق عليه بعد ذلك اسم «بنتيوم 4».
تم الإعلان عن سلسلة معالجات بنتيوم 4 الأولى التي تم إنتاجها على أساس سلسلة ويلاميت الأساسية في 20 نوفمبر 2000؛ تم تصنيعها باستخدام تقنية 180 نانومتر. كان المعلم التالي في تطوير عائلة بنتيوم 4 هو المعالجات القائمة على نواة نورثوود في يناير 2002، والتي تم بناؤها باستخدام تقنية 130 نانومتر. في 2 فبراير 2004، تم تقديم أول معالجات بتقنية 90 نانومتر تحتوي على نواة بريسكوت. كان آخر نواة تم إدخالها في معالجات بنتيوم 4 هو سيدار ميل: تم تصنيعه باستخدام تقنية 65 نانومتر. تم أيضًا بناء نوى نورثوود وبريسكوت في معالجات بنتيوم 4 وبنتيوم 4-M المحمولة، والتي هي في الواقع معالجات بنتيوم 4 مع انخفاض استهلاك الطاقة. أصدرت إنتل أيضًا معالجات سيليرون مع كل هذه النوى، والتي كانت مخصصة للأجهزة منخفضة الجودة. معالجات سيليرون هي معالجات بنتيوم 4 مع ذاكرة تخزين مؤقت منخفضة الحجم من المستوى الثاني وناقل نظام تردد أقل على مدار الساعة. أوقات الإصدار وأسعار المعالجات لمختلف طرازات بنتيوم 4:
معالجات بنتيوم 4
| تردد على مدار الساعة، غيغاهرتز | 1,4        | 1,5        | 1,3     | 1,7      | 1,6     | 1,8     | 1,9      | 2        |
| وقت الإخطار                    | 2000.      | 2000.      | 2001.   | 2001.    | 2001.   | 2001.   | 2001.    | 2001.    |
| وقت الإخطار                    | 20 نوفمبر. | 20 نوفمبر. | 3 يناير | 23 أبريل | 2 يوليو | 2 يوليو | 27 أغسطس | 27 أغسطس |
| السعر $                        | 644        | 819        | 409     | 352      | 294     | 562     | 375      | 562      |

معالجات بنتيوم 4 (تابع)
| تردد على مدار الساعة، غيغاهرتز | 2,2     | 2,4     | 2,266  | 2,533  | 2,5      | 2,6      | 2,666    | 2,8      | 3,066      | 3        | 3,20     | 3,4      | 3,6       | 3,8     |
| وقت الإخطار                    | 2002.   | 2002.   | 2002.  | 2002.  | 2002.    | 2002.    | 2002.    | 2002.    | 2002.      | 2003.    | 2003.    | 2004.    | 2005.     | 2005.   |
| وقت الإخطار                    | 7 يناير | 2 ابريل | 6 مايو | 6 مايو | 26 أغسطس | 26 أغسطس | 26 أغسطس | 26 أغسطس | 14 نوفمبر. | 14 أبريل | 23 يونيو | 2 فبراير | 21 فبراير | 26 مايو |
| السعر $                        | 562     | 562     | 423    | 637    | 243      | 401      | 401      | 508      | 637        | 415      | 637      | 417      | 605       | 851     |

معالجات بنتيوم 4 إكستريم إيديشن
| تردد على مدار الساعة، غيغاهرتز | 3,2             | 3,4           | 3,466           | 3,733          |
| وقت الإخطار                    | 2003. 3 نوفمبر. | 2 فبراير 2004 | 2004. 1 نوفمبر. | 21 فبراير 2005 |
| السعر $                        | 999             | 999           | 999             | 999            |

معالجات بنتيوم 4 المتنقلة
| المعالج                        | بنتيوم 4- إم | بنتيوم 4- إم | بنتيوم 4- إم | بنتيوم 4- إم | بنتيوم 4- إم | بنتيوم 4- إم | بنتيوم 4- إم | بنتيوم 4- إم | بنتيوم 4- إم | بنتيوم 4- إم | بنتيوم 4- إم | موبايل بنتيوم 4 | موبايل بنتيوم 4 | موبايل بنتيوم 4 | موبايل بنتيوم 4 | موبايل بنتيوم 4 | موبايل بنتيوم 4 |
| تردد على مدار الساعة، غيغاهرتز | 1,6          | 1,7          | 1,4          | 1,5          | 1,8          | 1,9          | 2            | 2,2          | 2,4          | 2,5          | 2,6          | 2,4             | 2,666           | 2,8             | 3,066           | 3,2             | 3,333           |
| وقت الإخطار                    | 2002.        | 2002.        | 2002.        | 2002.        | 2002.        | 2002.        | 2002.        | 2002.        | 2003.        | 2003.        | 2003.        | 2003.           | 2003.           | 2003.           | 2003.           | 2003.           | 2004.           |
| وقت الإخطار                    | 4 مارس       | 4 مارس       | 23 أبريل     | 23 أبريل     | 23 أبريل     | 24 يونيو     | 24 يونيو     | 16 سبتمبر    | 14 يناير     | 16 أبريل     | 11 يونيو     | 11 يونيو        | 11 يونيو        | 11 يونيو        | 11 يونيو        | 23 سبتمبر       | 28 سبتمبر       |
| السعر $                        | 392          | 496          | 198          | 268          | 637          | 431          | 637          | 562          | 562          | 562          | 562          | 185             | 220             | 275             | 417             | 653             | 262             |

### بنتيوم 4

#### ويلاميت(Willamette)
كان الانتهاء من مشروع يُدعى ويلاميت لتنفيذ بنية نت برست المصغرة لأول مرة قد طال انتظاره. تم إطلاق المشروع في عام 1998، عندما كانت إنتل لا تزال تريد مواصلة خط بنتيوم 2. في هذا الوقت، لم تصل سرعة نوى ويلاميت إلى أكثر من 1 جيجاهرتز. حتى قبل اكتمال المشروع، ظهرت معالجات بنتيوم 3 القائمة على المعمارية الدقيقة P6، والتي كانت مختلفة تمامًا عن الهندسة المعمارية الدقيقة لـ نت برست، لذلك قرر قسم التسويق في إنتل تسويق بنية نت برست تحت اسم بنتيوم 4.
في 20 نوفمبر 2000، أعلنت إنتل إطلاق المعالجات الأولى في سلسلة بنتيوم 4. كانت تستند إلى نواة ويلاميت الجديدة، والتي كانت مختلفة اختلافًا جوهريًا عن النوى في أنواع المعالجات السابقة. تحتوي معالجات بنتيوم 4 على ناقل نظام آخر قادر على نقل البيانات بأربعة أضعاف تردد الناقل (ناقل رباعي الضخ)، وبالتالي فإن التردد الفعال لساعة ناقل النظام هو 400 ميجاهرتز، بينما التردد المادي هو 100 ميجاهرتز.
تحتوي المعالجات ذات قلب ويلاميت على 8 كيلوبايت من ذاكرة التخزين المؤقت، وذاكرة التخزين المؤقت لتسلسل التعليمات الدقيقة تقريبًا. يمكنه تخزين 12000 تعليمة دقيقة في وقت واحد، مع ذاكرة تخزين مؤقت من المستوى الثاني بحجم 256 كيلوبايت. يحتوي المعالج على 42 مليون ترانزستور، حجم شريحة المعالج 217 مم²، وهو ما يفسره التكنولوجيا التي كانت قديمة بعض الشيء في ذلك الوقت: عملية 180 نانومتر مع وصلة من 6 طبقات من الألومنيوم. حتى خريف عام 2001، كانت المعالجات المستندة إلى ويلاميت تُصنع مع حاوية FCPGA يمكن إدخالها في مقبس 423 (في هذه الحالة على OLGA - حاوية مصفوفة شبكة أرضية عضوية IC، ركيزة PGA).
حتى قبل ظهور معالجات بنتيوم 4 الأولى، خططت إنتل أن تظل المعالجات المستندة إلى ويلاميت والمقبس 423 في السوق فقط حتى منتصف عام 2001، وبعد ذلك سيتم استبدالها بمعالجات نورثوود كور ومقبس 478 المقبس، ولكن تم تأجيل المعالجات المختلفة القائمة على نورثوود إلى عام 2002 بسبب مشاكل إدخال تقنية 130 نانومتر، وعوائد أفضل من المتوقع في إنتاج نوى ويلاميت، والحاجة إلى بيع المعالجات النهائية بطريقة ما. بالتوازي، معالجات مع تم إصدار حاوية FC-mPGA2 (يتم تركيبها في مقبس 478) لا تزال تحتوي على نواة ويلاميت في 27 أغسطس 2001.
يمكن لمعالجات بنتيوم 4 المستندة إلى ويلاميت أن تعمل على مدار الساعة بين 1.3 و 2 جيجاهرتز، وكان تردد ناقل النظام 400 ميجاهرتز، وكان الجهد الأساسي 1.7 إلى 1.75 فولت، اعتمادًا على الطراز، وكان الحد الأقصى لإخراج الحرارة 100 وات عند 2 جيجاهرتز.W.
الاسم الرمزي ويلاميت مستوحى من Willamette Valley في ولاية أوريغون، حيث تمتلك إنتل العديد من مرافق التصنيع.

#### نورثوود (Northwood)
في 7 يناير 2002، أعلنت إنتل عن معالجات بنتيوم 4 الجديدة المستندة إلى نواة نورثوود. كانت هذه تستند إلى نواة ويلاميت، مما أدى إلى زيادة حجم ذاكرة التخزين المؤقت L2 إلى 512 كيلوبايت. تم تصنيع معالجات نورثوود الأساسية باستخدام تقنية CMOS بعرض نطاق ترددي 130 نانومتر أخرى باستخدام توصيلات نحاسية، مما قلل حجم رقاقة المعالج مع زيادة عدد الترانزستورات: كان إصدار B0 من معالجات نورثوود الأساسية على بلورة بحجم 146 مم، وتم تقليل المراجعات اللاحقة يصل حجم شريحة المعالج إلى 131 مم². احتوت معالجات نورثوود الأساسية على 55 مليون ترانزستور.
تعمل معالجات نورثوود كور بنتيوم 4 على مدار الساعة بين 1.6 و 3.4 جيجاهرتز، ويمكن أن يكون تردد ناقل النظام (FSB) 400 أو 533 أو 800 ميجاهرتز، اعتمادًا على الطراز. تأتي جميع معالجات نورثوود كور في حاوية FC-mPGA2 يمكن إدخالها في مقبس مقبس 478، ويمكن أن يتراوح الجهد التشغيلي لنواة المعالج من 1.475 إلى 1.55 فولت في طرز مختلفة، مع تبديد (فقد حرارة) يبلغ 134 W بسرعة 3.4 جيجاهرتز.
في 14 نوفمبر 2002، تم إصدار معالج بنتيوم 4 بسرعة 3066 ميجاهرتز، والذي دعم التشغيل الافتراضي متعدد النواة، تقنية خيوط المعالجة الفائقة Hyper-Threading. كان هو معالج نورثوود كور الوحيد المزود بميزة تقنية خيوط المعالجة الفائقة المجهزة بناقل نظام 533 ميجاهرتز؛ تم دعم هذه التقنية بشكل أكبر من قبل المعالجات بتردد ناقل للنظام يبلغ 800 ميجاهرتز مع سرعة ساعة 2.4-3.4 جيجاهرتز.
كانت السمة المميزة لمعالجات نورثوود كور بنتيوم 4 هي أنها لم تكن قادرة على العمل بجهد مركزي مرتفع لفترات طويلة من الوقت (كانت زيادة الفولتية الأساسية تحت الحمل العالي بمثابة صيد شائع، مما أدى إلى زيادة الاستقرار التشغيلي في الساعات العالية ). أدى رفع الجهد الأساسي إلى 1.7 فولت بسبب الهجرة الكهربائية وارتفاع درجة الحرارة المحلية التي حدثت إلى تعطل المعالج السريع، على الرغم من حقيقة أن درجة حرارة الرقاقة ككل لم ترتفع بشكل ملحوظ في هذه الأثناء. كانت هذه الظاهرة تسمى «متلازمة موت نورثوود المفاجئ»، والتي حدت بشدة من زيادة سرعة معالجات نورثوود كور بنتيوم 4.

#### بريسكوت(Prescott)
في 2 فبراير 2004، أعلنت إنتل عن أول معالجات بنتيوم 4 مع نوى بريسكوت. وقد استند هذا المركز أيضًا إلى بنية نت برست، ولكنه خضع لتغييرات كبيرة لأول مرة في دورة حياته.
يتمثل الاختلاف الأكثر أهمية بين قلب بريسكوت وأسلافه في الحزام الناقل الممتد: فقد تمت زيادة عدد المراحل من 20 إلى 31. أدى هذا إلى زيادة إمكانات التردد للمعالج، ومع ذلك، يمكن أن يتسبب حزام النقل الأطول في خسائر أكثر خطورة في حالة التنبؤ غير الصحيح للفرع. وبسبب هذا، تلقى نواة بريسكوت كتلة تنبؤ فرع محسّنة، مما قلل بشكل كبير من عدد التنبؤات الخاطئة. بالإضافة إلى ذلك، تم تجديد ALU لتشمل مُضاعِف القيمة الكاملة الذي كان مفقودًا من نواة ويلاميت ونورثوود. تمت زيادة حجم ذاكرة التخزين المؤقت لبيانات المستوى الأول من 8 إلى 16 كيلوبايت، كما تمت زيادة حجم ذاكرة التخزين المؤقت من المستوى الثاني من 512 كيلوبايت إلى 1 ميجابايت. يمكن أن تتراوح معالجات بريسكوت كور بنتوم 4 في سرعة الساعة من 2.4 إلى 3.8 جيجاهرتز، مع ترددات ناقل النظام تتراوح من 533 إلى 800 ميجاهرتز في طرز مختلفة. تم إيقاف تشغيل دعم تقنية خيوط المعالجة الفائقة لمعالجات سطح المكتب التي تقل عن 2.8 جيجا هرتز. في البداية، تم تصنيع معالجات بريسكوت الأساسية (للمقبس 478) مع حاوية FC-mPGA2، ولكن تم تحويلها لاحقًا إلى حاوية FC-LGA4 لمقبس LGA775. احتوت المعالجات على 125 مليون ترانزستور، وتم تصنيعها باستخدام تقنية CMOS من السيليكون المجهد 90 نانومتر، وكان حجمها 112 مم² وفلطية أساسية من 1.4 إلى 1.425 فولت.
على الرغم من تقنية النطاق الترددي الضيق، لم يتم تقليل توليد الحرارة باستخدام هذه المعالجات، على سبيل المثال نواة نورثوود بنتيوم 4 3000 لديها ناتج حراري نموذجي يبلغ 81.9 واط، أما نواة بريسكوت بنتيوم 4 3000 إي (في حاوية FC-mPGA2) فهي تنتج حرارة 89 واط. تتمتع معالجات بنتيوم 4 القائمة على أساس بريسكوت بإنتاج حراري أقصى يبلغ 151.13 واط عند 3.8 جيجاهرتز.
في نواة بريسكوت، تم أيضًا توسيع مجموعة التعليمات لتشمل دعم ملحق مجموعة تعليمات SSE3 وتقنية EM64T، أي وضع 64 بت، ولكن تم إيقاف تشغيل الأخير في المعالجات المبكرة. تم تحسين تقنية خيوط المعالجة الفائقة بشكل أكبر لتشمل تعليمات مزامنة العملية في SSE3.
نتيجة للتغييرات في بنية نت برست، تغير أداء معالجات نواة نورثوود بنتيوم 4 مقارنة بمعالجات نورثوود - كور، ولكن بدرجات متفاوتة اعتمادًا على الامتدادات المستخدمة: للتطبيقات أحادية الخيط التي تستخدم x87 و MMX وتعليمات SSE و SSE2، تعمل معالجات بريسكوت- كور بشكل أبطأ من سابقاتها؛ ومع ذلك، فإن التطبيقات التي تستفيد من تعدد مؤشرات الترابط أو حساسة لحجم ذاكرة التخزين المؤقت L2 تعمل بشكل أسرع من سابقاتها.
في 20 فبراير 2005، قدمت إنتل معالجات بنتيوم 4 المحسّنة والقائمة على النواة بريسكوت. اختلف هذا النواة عن سابقتها فقط في أن حجم ذاكرة التخزين المؤقت L2 تمت زيادته إلى 2 ميجابايت، لذلك تم تسميته «بريسكوت 2M». في النواة الأحدث، زاد عدد الترانزستورات إلى 169 مليونًا، وسطح بلورة المعالج إلى 135 مم²، ولم يتغير جهد النواة (بقي 1.4 - 1.425 فولت).
تلقت معالجات بريسكوت 2 إم - كور حاوية FC-LGA4، وتردد ناقل للنظام يبلغ 800 ميجاهرتز، ودعم تقنية خيوط المعالجة الفائقة و EM64T، وتم تسجيلها بين 3 و 3.8 جيجاهرتز.

#### سيدار مِيل(Cedar Mill)
في 16 يناير 2006، قدمت إنتل معالجات بنتيوم 4 القائمة على أساس سيدار مِيل. كان هذا النواة هو النوع الأخير المستخدم في معالجات بنتيوم 4، وهو أساسًا نواة أخرى من نوع بريسكوت 2M تم تصنيعها باستخدام تقنية 65 نانومتر. بفضل تقنية التصنيع الجديدة، تم تقليل السطح الأساسي إلى 81 مم². لم يتم تطبيق ابتكارات تصميم رئيسية على نوى سيدار مِيل، إلا أنها قللت من استهلاك المعالج. كان هناك 4 طرز من معالجات سيدار مِيل-كور بنتيوم 4: 631 (3 جيجا هرتز)، 641 (3.2 جيجا هرتز)، 651 (3.4 جيجا هرتز)، 661 (3.6 جيجا هرتز). تعمل جميع الطرز الأربعة بتردد ناقل للنظام 800 ميجاهرتز، ويمكن توصيلها بمقبس LGA775، وتدعم تقنيات تقنية خيوط المعالجة الفائقة، و EM64T، و XD-bit، وقد تضمنت الخطوات اللاحقة C1 و D0 EIST (تقنية إنتل سبيد ستيب intel SpeedStep المحسنة) لتوفير الطاقة .) و C1E (حالة C1 المحسّنة أو حالة التوقف المحسّنة) و TM2 (المراقبة الحرارية 2) لمنع ارتفاع درجة الحرارة. يمكن أن يكون جهد تشغيل المعالجات بين 1.2 و 1.3375 فولت، وقيمة TDP هي 86 واط للمراجعات C1 و D1، في المراجعة D0 تم تقليل هذا المؤشر إلى 65 واط 
تم استخدام نواة سيدار مِيل كأساس لمعالج بنتيوم D ثنائي النواة والمعتمد على النواة Presler، والذي لا يحتوي على بلورة متجانسة واحدة، ولكن شريحتين من معالج سيدار مِيل جنبًا إلى جنب، على نفس الحامل وتحت الحماية الحرارية الغلاف.
تم تصنيع معالجات بنتيوم 4 القائمة على أساس سيدار مِيل حتى 8 أغسطس 2007، عندما أعلنت إنتل أنها ستتوقف عن إنتاج المعالجات على أساس بنية نت برست.
يشتق مصطلح "Cedar Mill" من اسم مدينة سيدار مِيل في ولاية أوريغون، والتي يوجد بها منشأة إنتل في هيلزبورو المجاورة.

#### تم إيقاف تحسينات المعالج
حوالي نهاية عام 2004 - أوائل عام 2005، تم التخطيط لاستبدال معالجات بنتيوم 4 القائمة على نواة بريسكوت بنواة الحليب. كان من الممكن تصنيع معالجات Milk-core باستخدام تقنية 90 نانومتر، مع ميزات مصممة: كانت سرعة ساعتها تصل إلى 4.4 جيجاهرتز، وسرعات ناقل النظام تبلغ 1066 ميجاهرتز، وحجم ذاكرة التخزين المؤقت L1 من 24 كيلوبايت، ودعم تقنية خيوط المعالجة الفائقة المحسن. ومن المقرر أنه بحلول نهاية عام 2005، سيتم تغيير تقنية التصنيع إلى 65 نانومتر وستصل سرعة المعالجات إلى 9.2 جيجا هرتز بحلول هذا الوقت. تم تأجيل تاريخ التقديم بشكل دائم لأن نوى بريسكوت لم تستطع الوصول إلى الساعة 4 جيجا هرتز أيضًا، ويرجع ذلك أساسًا إلى توليد الحرارة المرتفعة. أخيرًا، في 7 مايو 2004، أعلنت إنتل أنها ستتوقف عن العمل في Milk Seed، بالإضافة إلى المزيد من تطوير تقنية نت برست.

### بنتيوم 4 إكستريم إيديشن(Pentium 4 Extreme Edition)
تم تصميم معالجات بنتيوم 4 إكستريم إيديشن لدائرة أضيق من المستخدمين - اللاعبين والمشجعين - أعلنت الشركة في منتدى مطوري إنتل في سبتمبر 2003، حيث وعدت بإصدارها في غضون 30-60 يومًا: وقدمتها بالفعل في 3 نوفمبر .. النسخ الأولى منها. يتمثل الاختلاف الرئيسي بين إكستريم إيديشن ومعالجات بنتيوم 4 «المتوسطة» في ذاكرة التخزين المؤقت من المستوى الثالث (ذاكرة التخزين المؤقت L3) وسرعة أعلى على مدار الساعة.
جاء هذا الإعلان قبل أسبوع واحد فقط من إطلاق معالجات أي إم دي أثلون 64 وأثلون 64 FX. كان سعر المعالجات رائعًا جدًا (999 دولارًا عند بدء التشغيل)، ولهذا السبب أشار النقاد إلى الإصدار على أنه "إصدار باهظ الثمن" أو "باهظ الثمن" وآخرون باسم "إصدار طارئ" - "إصدار طارئ". " كانت التكهنات أن معالجات بريسكوت كور بنتوم 4 قد تأخرت وتهدف إلى تقليل وزن إعلان أي إم دي. تم بناء نواة المعالج على نواة جالاتين، المستخدمة أيضًا في معالجات خادم زيون Xeon، وهو نواة نورثوود منقحة M0 مع ذاكرة تخزين مؤقت من المستوى الثالث 2 ميغابايت (ذاكرة تخزين مؤقت L3) على شريحة سيليكون 237 مم². تعمل معالجات جالاتين كور P4EE بسرعة 3.2-3.466 جيجاهرتز، وكان تردد ناقل النظام 1066 ميجاهرتز للطرازات 3.466 جيجاهرتز، و 800 ميجاهرتز لنماذج الساعة السفلية (3.2 و 3.4 جيجاهرتز). كان الجهد الأساسي 1.4 - بين 1.55 فولت، كان الحد الأقصى لإخراج الحرارة على مدار الساعة 3.466 جيجاهرتز 125.59 وات. جاءت هذه المعالجات في البداية مع حاوية FC-mPGA2 يمكن إدخالها في مقبس Socket 478، ثم تحولت لاحقًا إلى حاوية FC-LGA4 (مقبس LGA775). تفتقر معالجات جالاتين كور إلى الدعم لمجموعة تعليمات 64 بت.
في 21 فبراير 2005، قدمت إنتل عضوًا آخر في إكستريم إيديشن، وهو معالج بريسكوت 2M-كور بسرعات أعلى على مدار الساعة. جاء هذا المعالج في حاوية FC-LGA4 ، وكان متوافقًا مع اللوحات الأم بمقبس LGA775، بسرعة 3.733 جيجاهرتز، تردد ناقل النظام 1066 ميجاهرتز، جهد التشغيل 1.4 فولت، والحد الأقصى لتبديد الحرارة 148.16 وات.
كان المعلم التالي في إكستريم إيديشن هو معالج بنتيوم XE ثنائي النواة.
مع هذا، أسست إنتل خط إنتاج جديد، رغم أنه ليس بأرقام مبيعات عالية، فقد ظل في السوق مستهدفًا قاعدة المعجبين حيث قدمت إنتل منتجات عالية الجودة بأعلى المواصفات وأعطت العنان لكسر السرعة. يستمر تكتيك السوق هذا مع بنتيوم D وكور 2 إكستريم ومؤخراً كور أي7.

### بنتيوم 4-إم وموبايل بنتيوم 4
تم تصميم معالجات بنتيوم 4 المحمولة للأجهزة المحمولة. تم تصميم بنتيوم 4s على نواة نورثوود، وتتمثل ميزاتها الرئيسية في الطاقة المنخفضة وتوليد الحرارة المنخفضة، بالإضافة إلى دعم تقنية إنتل سبيد ستيب الموفرة للطاقة. تم رفع درجة الحرارة القصوى المسموح بها لجسم المعالج إلى 100 درجة مئوية لهذه الأنواع، مقارنة بـ 68-75 درجة مئوية لوحدات المعالجة المركزية لسطح المكتب من نورثوود، وظروف التشغيل في الأجهزة المحمولة، ومعظمها من أجهزة الكمبيوتر المحمولة، محدودة. أحواض الحرارة وتدفق الهواء الضعيف). تعمل معالجات بنتيوم 4-M (معالج موبايل إنتل بنتيوم 4 -M في الوثائق) مع ناقل نظام 400 ميجاهرتز، والجهد الأساسي للمعالج هو 1.3 فولت، والحد الأقصى لإخراج الحرارة هو 48.78 واط عند 2.666 جيجاهرتز، القيمة النموذجية 35 واط، 13.69واط في وضع الطاقة المنخفضة. يمكن أن تتراوح سرعة معالجات بنتيوم 4-M من 1.4 إلى 2.666 جيجاهرتز. معالجات موبايل بنتيوم 4 (معالج موبايل إنتل بنتيوم 4 في التوثيق) هي في الأساس معالجات نورثوود أو بريسكوت كور بنتيوم 4s؛ تعمل على ساعات أعلى من معالجات بنتيوم 4-M: يمكن أن تتراوح ساعاتها من 2.4 إلى 3.466 جيجا هرتز. تدعم بعض هذه الإصدارات أيضًا تقنية خيوط المعالجة الفائقة. تدعم جميع معالجات موبايل بنتيوم 4 حافلات النظام 533 ميجاهرتز. الجهد الأساسي هو 1.325-1.55 فولت، والحد الأقصى للحرارة الناتج هو 112 واط عند 3.466 جيجا هرتز، والقيمة النموذجية بين 59.8 و 88 واط، وفي وضع الطاقة المنخفضة يكون بين 34.06 و 53.68 واط.

### المتحدرين من 4 بنتيوم
في الأصل، كان الخلف المعين لمعالجات بنتيوم 4 هو المعالج الذي يحمل الاسم الرمزي Tejas، والذي كان من المقرر إصداره في النصف الأول من عام 2005. ومع ذلك، توقف تطويره بعد بضعة أشهر من ظهور نواة بريسكوت،  ويرجع ذلك أساسًا إلى TDP المرتفع للغاية (كان ناتج حرارة الحليب عند 2.8 جيجا هرتز 150 واط، مقارنةً بـ 80 واط في نورثوود وبريسكوت 100 واط). مع نفس خرج الساعة). ومع ذلك، تم أيضًا إيقاف تطوير بنية نت برست،  مع استثناءات قليلة مثل ثنائي النواة بنتيوم D وبنتيوم إكستريم إيديشن وبنتيوم 4 HT القائم على سيدار مِيل.
ابتداءً من مايو 2005، بدأت إنتل في إطلاق معالجات بنتيوم 4 ثنائية النواة تحت اسم بنتيوم D وبنتيوم إكستريم إيديشن. يشير هذا إلى أن إنتل تتجه نحو التوازي والمعالجات متعددة النواة. تم تصنيع إصدارات المعالجات باستخدام تقنية 90 نانومتر و65 نانومتر باسم سميثفيلد Smithfield وبريسلر Presler.
خلفاء بنتيوم 4 الحقيقيون أخيرًا كانوا معالجات كونرو كور إنتل كور 2 القائمة على الهندسة المعمارية المصغرة الأساسية، والتي تم إصدارها في 27 يوليو 2006. جاءت معالجات إنتل كور 2 في عمليات نشر أحادية وثنائية ورباعية النواة. كانت المعالجات أحادية النواة مخصصة أساسًا لسوق OEM، بينما تم أيضًا بيع الإصدارات ثنائية ورباعية النواة بالجملة ولمصنعي المعدات الأصلية.

## ظروف السوق
احتلت معالجات بنتيوم 4 مكانة رائدة في مجموعة منتجات إنتل من إصدارها عام 2000 إلى إصدار مايو 2005 من بنتيوم D. كانت معالجات بنتيوم 4 في النطاق السعري الأعلى، مع انخفاض البضائع مع ظهور بنتيوم D. أعلنت إنتل عن هذه المعالجات ليس فقط كمعالجات للأغراض العامة، ولكن أيضًا كمعالجات وسائط متعددة قوية لتحقيق أقصى أداء في برامج معالجة الصوت والفيديو والألعاب وتطبيقات الإنترنت.
في العام التالي لإصداره، كانت قوائم مبيعات معالجات إنتل لا تزال مدفوعة بمعالجات بنتيوم 3  - ويمكن تفسير ذلك من خلال ارتفاع أسعار أنظمة بنتيوم 4 التي تتطلب ذاكرة RDRAM باهظة الثمن وعدم وجود بديل حتى مجموعة شرائح إنتل 845 صدر في خريف عام 2001. ومع ذلك، نتيجة لسياسات إنتل السوقية والتسويقية القوية، تغير الوضع وأصبحت معالجات بنتيوم 4 شائعة. تضمنت تكتيكات إنتل السوقية على سبيل المثال منح حسم للموزعين الذين يستخدمون منتجات إنتل فقط، ومكافأة التنازل عن توزيع المنتجات المنافسة،  والتسويق غير الناجح للغاية لشركة أي إم دي المنافسة. وقد ساعدت إنتل أيضًا في انتشار «أسطورة ميغاهرتز» - الادعاء بأن معالجات الساعة الأعلى أسرع وأكثر قوة - وهو أمر غير صحيح حتى بين معالجات إنتل، ولكنه قادر على تضليل العملاء عديمي الخبرة. لهذا السبب قدمت أي إم دي اختبارات مقارنة الأداء عندما ظهرت معالجات أثلون. ومع ذلك، تمكنت أي إم دي من الحصول على حصة أكبر من سوق المعالجات الدقيقة، وخاصة من خلال معالجات أثلون XP وأثلون 64، والتي تتميز بأسعار أقل وقدرة حوسبة أعلى من معالجات بنتيوم 4. وبالتالي، من عام 2000 إلى نهاية عام 2001، كانت حصة AMD في سوق المعالجات الدقيقة 86 بت تقريبًا. ارتفعت حصة إنتل من 18٪ إلى 22٪، بينما انخفضت حصة إنتل من 82.2٪ إلى 78.7٪. بسبب مشاكل AMD، انخفضت حصتها في السوق إلى 14٪ في عام 2002، ولكن بعد حلها، ارتفعت إلى 26٪ بين عامي 2003 و 2006 (بينما انخفضت حصة إنتل إلى 73٪).

## مقارنة مع المنافسة
بالإضافة إلى معالجات بنتيوم 4، تم طرح معالجات 86 بت التالية في السوق:
- إنتل بنتيوم 3-S (توالاتين). معالج لمحطات العمل والخوادم. على الرغم من انخفاض سرعة الساعة، إلا أنها تفوقت على معالجات ويلاميت كور بنتيوم 4 في معظم المهام. بالإضافة إلى ذلك، على عكس معالج بنتيوم 4، كانت معالجات بنتيوم 3-S قادرة على العمل في تكوين معالج مزدوج. أصدرت إنتل أيضًا معالجات توالاتين كور بنتيوم 3 التي تختلف عن بنتيوم 3-S في حجم ذاكرة التخزين المؤقت L2 الأصغر. لم يكن هذان المعالجان منتشرين على نطاق واسع: فقد ظهر في وقت لاحق عن بنتيوم 4، والذي كان بالفعل معالج إنتل الرئيسي في ذلك الوقت، وكانا أغلى بكثير من بنتيوم 4، مع توفير أداء مماثل.[57]
- إنتل سيليرون (توالاتين). هذه معالجات بنتيوم 3 للأنظمة ذات التردد المنخفض التي تعمل على ناقل نظام التردد المنخفض. بشكل عام، فقد تأخروا عن بنتيوم 4 بسبب انخفاض سرعة الساعة، وانخفاض سرعة الوصول إلى الذاكرة، وانخفاض تردد ناقل النظام: وصل توالاتين كور سيليرونز إلى 1.4 جيجا هرتز في عام 2002، بينما سجلت معالجات بنتيوم 4 الأولى أيضًا 1.3 جيجا هرتز؛ تستخدم أنظمة معالجات سيليرون Celeron عادةً أنظمة بي سي 133 إس دي رام وبنتيوم 4 التي تستخدم ذاكرة RDRAM أو DDR SDRAM؛ ناقل نظام 100 ميجاهرتز مقابل ناقل بنتيوم 4400 ميجاهرتز.[58] كان أداء الساعة المضبوطة / المفرطة السرعة وأداء سيليرون الأرخص مماثلاً لأداء بنتيوم 4. المماثل.[59]
- إنتل سيليرون (ويلاميت-128 ونورثوود-128) وسيليرون D (بريسكوت-256 وسيدار ميل-512). تتأخر معالجات بنتيوم 4 للأنظمة المنخفضة النهاية ذات ناقل النظام ذي السرعة المنخفضة والتخزين المؤقت الأصغر من المستوى الثاني عن سلسلة بنتيوم 4. في بعض التطبيقات، كان أداء معالج ويلاميت 128 نواة سيليرون معالج ويلاميت 128 نواة سيليرون أسوأ من سابقه، توالاتين كور سيليرون.[58]
- إنتل بنتيوم M وسيليرون M. هذه تحسينات على بنتيوم 3 لأجهزة الكمبيوتر المحمولة، تتميز باستهلاك منخفض للطاقة وتبديد منخفض للحرارة. تفوق أداء بنتيوم M على معظم معالجات بنتيوم 4 M المتنقلة، بالإضافة إلى بعض طرز سطح المكتب بنتيوم 4، مع انخفاض سرعة الساعة وإخراج الحرارة.[60][61] كان أداء سيليرون إم أقل قليلاً من أداء بنتيوم إم.
- إنتل بنتيوم دي (بريسلر، سميثفيلد). سلسلة المعالجات ثنائية النواة، مع نوى بريسكوت أو سيدار مِيل في المعالجات (نوى بريسكوت جنبًا إلى جنب، نوى سيدار ميل على ركيزة مشتركة)؛ تجاوز بنتيوم 4s بنفس سرعة الساعة معظم التطبيقات، على الرغم من أن السرعة القصوى للساعة لسلسلة بنتيوم 4 (3.8 جيجا هرتز) تجاوزت الحد الأقصى لسرعة الساعة لسلسلة بنتيوم D (3.2 جيجا هرتز)، مما يسمح للمعالجات أحادية النواة بأداء أفضل من في تطبيقات محسّنة للتشغيل متعدد مؤشرات الترابط.[62]
- أيه إم دي أثلون (ثندربيرد). المنافسون لمعالجات ويلاميت كور بنتيوم 4. تفوقت معالجات أثلون على بنتيوم 4 في البرامج التي تستخدم امتدادات مجموعة تعليمات SSE و SSE2، والنطاق الترددي العالي، والبرامج عالية التدفق، والبرامج المُحسّنة لـ نت برست، ولكنها تفوقت في الأداء على تطبيقات المكاتب، وتطبيقات الأعمال، والنماذج ثلاثية الأبعاد، وفي الحسابات الرياضية.[63]
- أي إم دي أثلون XP. في الغالب منافس لـ نورثوود كور بنتيوم 4. لم تشمل معالجات أثلون XP الساعة، ولكن مقارنة أداء (أثلون XP - بنتيوم 4). تخلفت معالجات أثلون XP ذات «قيمة الاختبار المتساوية» عن معالجات إنتل في التطبيقات المحسّنة لبنية نت برست التي تتطلب دعم SSE2 أو سرعات ذاكرة عالية، ولكنها تفوقت عليها بشكل ملحوظ في سرعات حوسبة النقطة العائمة والتطبيقات غير المحسّنة.[64] تفوقت معالجات بنتيوم 4 اللاحقة على معظم التطبيقات.
- أيه إم دي أثلون 64. منافس لبنتيوم 4 بريسكوت كور. يسبق معالجات إنتل في عدد من المهام، على سبيل المثال تطبيقات مكتبية، وحوسبة علمية، وألعاب، ووصول أسرع للذاكرة، ومعالج رياضي أفضل، لكنها تتخلف عن معالجات بنتيوم 4 في البرامج المحسّنة لبنية نت برست والتطبيقات التي تدعم العمليات متعددة الخيوط.[65]
- أي إم دي أثلون 64 FX. منافس لـ بنتيوم 4 إكستريم إيديشن. كما هو الحال مع أثلون 64 وبنتيوم 4، فإن ميزات تصميم أثلون 64 FX هي: وحدة تحكم الذاكرة المدمجة، متقدّمة على منافستها من حيث المعالج الرياضي الأكثر كفاءة، متخلفة في البرامج المحسّنة لمعمارية نت برست، ومتخلفة عن الركب تعدد.[66]
- أي إم دي دورون (مورغان وأبل بريد). استهدفت هذه المعالجات النطاق السعري المنخفض، لذا كانت منافسة لمعالجات سيليرون، وبالتالي فهي متخلفة بشكل عام عن بنتيوم 4؛ ومع ذلك، فإن البرامج المحسّنة للبنيات غير التابعة لـ نت برست ولا تستخدم تعليمات SSE2 كانت قادرة على أداء أفضل من معالجات بنتيوم 4 بسرعات ساعة أعلى بكثير.[67]
- VIA C3 (Nehemiah) و VIA Eden. تم تصميم هذه المعالجات للاستخدام في الأجهزة منخفضة الطاقة وأجهزة الكمبيوتر المحمولة والمعالجات المتكاملة؛ [68] أداؤهم متأخر عن أداء المعالجات المنافسة.
- عبر VIA C7. مثل معالجات VIA C3، فهي مصممة للأجهزة وأجهزة الكمبيوتر المحمولة منخفضة الطاقة. لقد تأخروا بشكل كبير عن المنتجات المنافسة، باستثناء مهام التشفير، التي لديهم دعم للأجهزة لها.[69][70]
- ترانسميتا افيسون. عائلة من المعالجات منخفضة الطاقة ومنخفضة الحرارة لأجهزة الكمبيوتر المحمولة مع بنية VLIW داخلية 256 بت تحاكي تعليمات 86 بت. على الرغم من توافقه مع بنية مجموعة التعليمات لمعالجات بنتيوم 4، إلا أن أداؤه قريب من أداء معالجات أي إم دي وإنتل المتنقلة ويتجاوز معالجات VIA.[71][72]

ينتج عن استهلاك الطاقة العالي لمعالجات بنتيوم 4 التي تعمل بترددات ساعة عالية إنتاج حرارة عالية. تتميز معالجات سلسلة بنتيوم 4 بسرعة ساعة قصوى تبلغ 3.8 جيجاهرتز، مع خرج حراري نموذجي يبلغ 100 وات في هذه الساعة، بحد أقصى 150 وات. ومع ذلك، تتمتع هذه المعالجات بحماية أفضل من ارتفاع درجة الحرارة مقارنة بمنافسيها. تتحكم تقنيات مراقب إنتل الحراري ومراقب حراري 2 التي تم تقديمها في الطرز اللاحقة بشكل فعال في تبديد الحرارة وتحمي المعالجات من السخونة الزائدة. يتم تحقيق ذلك عن طريق تعديل الساعة، ثم تقليل تردد الساعة الداخلية والجهد الأساسي من تخريب بنتيوم 4 بريسكوت E0، وإغلاق المعالج في النهاية. لإثبات حماية المعالجات المختلفة من ارتفاع درجة الحرارة، أجرى توماس بابست (مؤسس بوابة تكنولوجيا الأجهزة Tom's) تجربة في عام 2001 لفتت الانتباه إلى أهمية المشكلة ونقاط ضعف الحلول ، لكن النتيجة غير مقنعة تم إجراؤه في قطعة واحدة، ولا يعطي نظرة عامة إحصائية (لم يكن ذلك مقصودًا). تهدف بنية نت برست بشكل أساسي إلى العمل بسرعات عالية على مدار الساعة، ومن النتائج المثيرة للاهتمام أن معالجات بنتيوم 4 أصبحت شائعة جدًا في دوائر زيادة سرعة المعالج. هكذا مثلا المعالجات ذات النواة سيدار مِيل قادرة على العمل بسرعات تزيد عن 7 جيجاهرتز، والتبريد الشديد، على سبيل المثال باستخدام النيتروجين السائل، كما عملت معالجات نورثوود الأساسية بشكل موثوق عند 133 ميجاهرتز وما فوق بدلاً من ناقل النظام الافتراضي 100 ميجاهرتز.

## ميزات تقنية
| [ 24 ] [ 77 ] [ 78 ]                           | ويلاميت | نورثوود | نورثوود | جالاتين | بريسكوت | بريسكوت | بريسكوت 2 إم                                                                                                | سيدار ميل                                                                                                   |    |
| ---------------------------------------------- | --- | --- | --- | --- | --- | --- | --- | --- | -- |
| [ 24 ] [ 77 ] [ 78 ]                           | حاسوب مكتبي                                                                                                 | حاسوب مكتبي                                                                                                 | حاسوب محمول                                                                                                 | حاسوب مكتبي                                                                                                 | حاسوب مكتبي                                                                                                 | حاسوب محمول                                                                                                 | حاسوب مكتبي                                                                                                 | حاسوب مكتبي                                                                                                 |    |
| على مدار الساعة                                | | | | | | | | |    |
| تردد النواة، جيجاهرتز                          | 1,3–2 | 1,6–3,4 | 1,4–3,2 | 3,2–3,466                                                                                                   | 2,4–3,8 | 2,8–3,333                                                                                                   | 2,8–3,8 | 3–3,6 |    |
| ناقل أمامي، ميغاهرتز                           | 400 | 400، 533، 800                                                                                               | 400، 533 | 800، 1066                                                                                                   | 533، 800، 1066 (EE)                                                                                         | 533، 800، 1066 (EE)                                                                                         | 533، 800، 1066 (EE)                                                                                         | 800 |    |
| خصائص النواة                                   | | | | | | | | |    |
| مجموعة التعليمات                               | IA-32، MMX، SSE، SSE2                                                                                       | IA-32، MMX، SSE، SSE2                                                                                       | IA-32، MMX، SSE، SSE2                                                                                       | IA-32، MMX، SSE، SSE2                                                                                       | IA-32، EM64T (طرز مختارة)، MMX ، SSE ، SSE2 ، SSE3                                                          | IA-32، EM64T (طرز مختارة)، MMX ، SSE ، SSE2 ، SSE3                                                          | IA-32، EM64T (طرز مختارة)، MMX ، SSE ، SSE2 ، SSE3                                                          | IA-32، EM64T (طرز مختارة)، MMX ، SSE ، SSE2 ، SSE3                                                          |    |
| حجم السجلات (بت)                               | 32/64 بت (عدد صحيح)، 80 بت (فاصلة عائمة)، 64 بت (MMX)، 128 بت (SSE)                                         | 32/64 بت (عدد صحيح)، 80 بت (فاصلة عائمة)، 64 بت (MMX)، 128 بت (SSE)                                         | 32/64 بت (عدد صحيح)، 80 بت (فاصلة عائمة)، 64 بت (MMX)، 128 بت (SSE)                                         | 32/64 بت (عدد صحيح)، 80 بت (فاصلة عائمة)، 64 بت (MMX)، 128 بت (SSE)                                         | 32/64 بت (عدد صحيح)، 80 بت (فاصلة عائمة)، 64 بت (MMX)، 128 بت (SSE)                                         | 32/64 بت (عدد صحيح)، 80 بت (فاصلة عائمة)، 64 بت (MMX)، 128 بت (SSE)                                         | 32/64 بت (عدد صحيح)، 80 بت (فاصلة عائمة)، 64 بت (MMX)، 128 بت (SSE)                                         | 32/64 بت (عدد صحيح)، 80 بت (فاصلة عائمة)، 64 بت (MMX)، 128 بت (SSE)                                         |    |
| الحزام الناقل -عدد الدرجات                     | 20 (بدون خطوات فك التعليمات)                                                                                | 20 (بدون خطوات فك التعليمات)                                                                                | 20 (بدون خطوات فك التعليمات)                                                                                | 20 (بدون خطوات فك التعليمات)                                                                                | 31 (بدون خطوات فك التعليمات)                                                                                | 31 (بدون خطوات فك التعليمات)                                                                                | 31 (بدون خطوات فك التعليمات)                                                                                | 31 (بدون خطوات فك التعليمات)                                                                                |    |
| حجم ناقل العنوان (بت)                          | 36 bit | 36 bit | 36 bit | 36 bit | 40 bit | 40 bit | 40 bit | 40 bit |    |
| حجم ناقل البيانات (بت)                         | 64 bit | 64 bit | 64 bit | 64 bit | 64 bit | 64 bit | 64 bit | 64 bit |    |
| قراءات الأجهزة                                 | يوجد | يوجد | يوجد | يوجد | يوجد | يوجد | يوجد | يوجد |    |
| عدد الترانزستورات بالمليون                     | 42 | 55 | 55 | 178 | 125 | 125 | 188 | 188 |    |
| ذاكرة التخزين المؤقت L1                        | | | | | | | | |    |
| ذاكرة التخزين المؤقت للبيانات                  | 8 كيلوبايت، تجميعية مجموعة رباعية الاتجاهات، طول قائمة الانتظار - 64 بايت، كتابة ثنائية المنافذ             | 8 كيلوبايت، تجميعية مجموعة رباعية الاتجاهات، طول قائمة الانتظار - 64 بايت، كتابة ثنائية المنافذ             | 8 كيلوبايت، تجميعية مجموعة رباعية الاتجاهات، طول قائمة الانتظار - 64 بايت، كتابة ثنائية المنافذ             | 8 كيلوبايت، تجميعية مجموعة رباعية الاتجاهات، طول قائمة الانتظار - 64 بايت، كتابة ثنائية المنافذ             | 16 كيلوبايت، تجميعية مجموعة 8 اتجاهات، طول قائمة الانتظار - 64 بايت، كتابة ثنائية المنافذ                   | 16 كيلوبايت، تجميعية مجموعة 8 اتجاهات، طول قائمة الانتظار - 64 بايت، كتابة ثنائية المنافذ                   | 16 كيلوبايت، تجميعية مجموعة 8 اتجاهات، طول قائمة الانتظار - 64 بايت، كتابة ثنائية المنافذ                   | 16 كيلوبايت، تجميعية مجموعة 8 اتجاهات، طول قائمة الانتظار - 64 بايت، كتابة ثنائية المنافذ                   |    |
| مخبأ التعليمات                                 | ذاكرة تخزين مؤقت لتسلسل العمليات الصغيرة، 12000 عملية دقيقة، تنسيق تنضيد 8 قنوات، طول الخط - 6 عمليات ميكرو | ذاكرة تخزين مؤقت لتسلسل العمليات الصغيرة، 12000 عملية دقيقة، تنسيق تنضيد 8 قنوات، طول الخط - 6 عمليات ميكرو | ذاكرة تخزين مؤقت لتسلسل العمليات الصغيرة، 12000 عملية دقيقة، تنسيق تنضيد 8 قنوات، طول الخط - 6 عمليات ميكرو | ذاكرة تخزين مؤقت لتسلسل العمليات الصغيرة، 12000 عملية دقيقة، تنسيق تنضيد 8 قنوات، طول الخط - 6 عمليات ميكرو | ذاكرة تخزين مؤقت لتسلسل العمليات الصغيرة، 12000 عملية دقيقة، تنسيق تنضيد 8 قنوات، طول الخط - 6 عمليات ميكرو | ذاكرة تخزين مؤقت لتسلسل العمليات الصغيرة، 12000 عملية دقيقة، تنسيق تنضيد 8 قنوات، طول الخط - 6 عمليات ميكرو | ذاكرة تخزين مؤقت لتسلسل العمليات الصغيرة، 12000 عملية دقيقة، تنسيق تنضيد 8 قنوات، طول الخط - 6 عمليات ميكرو | ذاكرة تخزين مؤقت لتسلسل العمليات الصغيرة، 12000 عملية دقيقة، تنسيق تنضيد 8 قنوات، طول الخط - 6 عمليات ميكرو |    |
| ذاكرة التخزين المؤقت L2                        | | | | | | | | |    |
| الحجم، ميغابايت                                | ¼ | ½ | ½ | ½ | 1 | 1 | 2 | 2 |    |
| تكرار                                          | تكرار | تكرار | تكرار | تكرار | تكرار | تكرار | تكرار | تكرار |    |
| حجم BSB                                        | 256 bit + 32 bit ECC                                                                                        | 256 bit + 32 bit ECC                                                                                        | 256 bit + 32 bit ECC                                                                                        | 256 bit + 32 bit ECC                                                                                        | 256 bit + 32 bit ECC                                                                                        | 256 bit + 32 bit ECC                                                                                        | 256 bit + 32 bit ECC                                                                                        | 256 bit + 32 bit ECC                                                                                        |    |
| تنظيم                                          | مجتمعة، المجموعة الترابطية، غير المحجوبة، تصحيح الخطأ في التحقق من الأخطاء (ECC)؛ طول الخط - 64 بايت        | مجتمعة، المجموعة الترابطية، غير المحجوبة، تصحيح الخطأ في التحقق من الأخطاء (ECC)؛ طول الخط - 64 بايت        | مجتمعة، المجموعة الترابطية، غير المحجوبة، تصحيح الخطأ في التحقق من الأخطاء (ECC)؛ طول الخط - 64 بايت        | مجتمعة، المجموعة الترابطية، غير المحجوبة، تصحيح الخطأ في التحقق من الأخطاء (ECC)؛ طول الخط - 64 بايت        | مجتمعة، المجموعة الترابطية، غير المحجوبة، تصحيح الخطأ في التحقق من الأخطاء (ECC)؛ طول الخط - 64 بايت        | مجتمعة، المجموعة الترابطية، غير المحجوبة، تصحيح الخطأ في التحقق من الأخطاء (ECC)؛ طول الخط - 64 بايت        | مجتمعة، المجموعة الترابطية، غير المحجوبة، تصحيح الخطأ في التحقق من الأخطاء (ECC)؛ طول الخط - 64 بايت        | مجتمعة، المجموعة الترابطية، غير المحجوبة، تصحيح الخطأ في التحقق من الأخطاء (ECC)؛ طول الخط - 64 بايت        |    |
| الترابطية                                      | 8-قناة | 8-قناة | 8-قناة | 8-قناة | 8-قناة | 8-قناة | 8-قناة | 8-قناة |    |
| ذاكرة التخزين المؤقت L3                        | | | | | | | | |    |
| الحجم، ميغابايت                                | لا | لا | لا | 2 | لا | لا | لا | لا |    |
| الترابطية                                      | لا | لا | لا | 8-قناة | لا | لا | لا | لا |    |
| طول الخط                                       | لا | لا | لا | 64 byte | لا | لا | لا | لا |    |
| واجهه المستخدم                                 | | | | | | | | |    |
| المقبس                                         | Socket 423، Socket 478                                                                                      | Socket 478                                                                                                  | Socket 478                                                                                                  | Socket 478, Socket 775                                                                                      | Socket 478, Socket 775                                                                                      | Socket 478                                                                                                  | Socket 775                                                                                                  | Socket 775                                                                                                  |    |
| سياج                                           | FCPGA2، FC-mPGA2                                                                                            | FC-mPGA2 | FC-mPGA, FC-mPGA2                                                                                           | FC-mPGA2, FC-LGA4                                                                                           | FC-mPGA2, FC-LGA4                                                                                           | FC-mPGA2, FC-mPGA4                                                                                          | FC-LGA4 | FC-LGA4 |    |
| الباصات                                        | AGTL + (مستوى الإشارة يساوي الجهد الأساسي)                                                                  | AGTL + (مستوى الإشارة يساوي الجهد الأساسي)                                                                  | AGTL + (مستوى الإشارة يساوي الجهد الأساسي)                                                                  | AGTL + (مستوى الإشارة يساوي الجهد الأساسي)                                                                  | AGTL + (مستوى الإشارة يساوي الجهد الأساسي)                                                                  | AGTL + (مستوى الإشارة يساوي الجهد الأساسي)                                                                  | AGTL + (مستوى الإشارة يساوي الجهد الأساسي)                                                                  | AGTL + (مستوى الإشارة يساوي الجهد الأساسي)                                                                  |    |
| الخصائص التكنولوجية والكهربائية وتبديد الحرارة | | | | | | | | |    |
| تكنولوجيا التصنيع                              | نانومتر CMOS (خمس طبقات، طبقة موصلة من الألومنيوم)                                                          | نانومتر CMOS (ست طبقات، طبقة نحاسية موصلة، عازل منخفض K)                                                    | نانومتر CMOS (ست طبقات، طبقة نحاسية موصلة، عازل منخفض K)                                                    | نانومتر CMOS (ست طبقات، طبقة نحاسية موصلة، عازل منخفض K)                                                    | نانومتر CMOS (سبع طبقات، طبقة نحاسية موصلة، Low-K، سيليكون ممتد)                                            | نانومتر CMOS (سبع طبقات، طبقة نحاسية موصلة، Low-K، سيليكون ممتد)                                            | نانومتر CMOS (سبع طبقات، طبقة نحاسية موصلة، Low-K، سيليكون ممتد)                                            | نانومتر CMOS (ثماني طبقات، طبقة نحاسية موصلة، Low-K، سيليكون ممتد)                                          |    |
| مساحة الكريستال، مم²                           | 217 | 146 (rev. B0) 131 (rev. C1, D1, M0)                                                                         | 146 (rev. B0) 131 (rev. C1, D1, M0)                                                                         | 237 | 112 | 112 | 135 | 81 | 81 |
| الجهد الأساسي، فولت                            | 1,7–1,75 | 1,475–1,55                                                                                                  | 1,3–1,55 | 1,4–1,55 | 1,4–1,425                                                                                                   | 1,325 | 1,4–1,425                                                                                                   | 1,2–1,3375                                                                                                  |    |
| الجهد الكهربي لدوائر الإدخال والإخراج          | الجهد الأساسي                                                                                               | الجهد الأساسي                                                                                               | الجهد الأساسي                                                                                               | الجهد الأساسي                                                                                               | الجهد الأساسي                                                                                               | الجهد الأساسي                                                                                               | الجهد الأساسي                                                                                               | الجهد الأساسي                                                                                               |    |
| الجهد L2 لذاكرة التخزين المؤقت                 | الجهد الأساسي                                                                                               | الجهد الأساسي                                                                                               | الجهد الأساسي                                                                                               | الجهد الأساسي                                                                                               | الجهد الأساسي                                                                                               | الجهد الأساسي                                                                                               | الجهد الأساسي                                                                                               | الجهد الأساسي                                                                                               |    |
| أقصي. تبديد للحرارة، واط                       | 100 | 134 | 48,78 | 125,59 | 151,13 | 112 | 148,16 | 116,75 |    |